# Octylgallaat
Octylgallaat is een organische verbinding met als brutoformule C15H22O5. Het is een witte tot crèmekleurige vaste stof. Octylgallaat is de ester van galluszuur en 1-octanol. 

## Toepassingen
Octylgallaat is een antioxidant en is sinds oktober 2018 niet meer toegelaten als synthetisch voedingsadditief met E-nummer E311. Het werd gebruikt in margarine, oliën en vetten. Het effect ervan is groter in combinatie met citroenzuur als synergist.
De ester dodecylgallaat (E312) is eveneens niet meer toegelaten als antioxidant sinds oktober 2018.